# کفال راه‌راه
کفال راه‌راه یا کفال خاکستری (نام علمی: Mugil cephalus) نام یک گونه از تیره ماهی کفال است.